# Zektzerite
La zektzerite è un minerale.